# Tuan Mau-lan
Tuan Mau-lan 楊儒 fue un diplomático Taiwanés.
- En 1925 visitó Europa, Estados Unidos y Japón.
- En 1935 entró en el Ministerio de Asuntos Exteriores, sirvió como la División América secretario, jefe de comunicación.
- 1941 fue Cónsul General en Sídney.
- 1945 cónsul general en Manila.
- En 1949 fue ministro en París.
- De 1956 a 1959 fue embajador en Panamá.
- De 1960 a 1963 fue embajador en Manila (Filipinas).
- En 1964 regresó a Taiwán.
- De mayo de 1965 a 1968 fue embajador en Abiyán Costa de Marfil.
- De 1968 a 1971 fue embajador en Buenos Aires Argentina.[1]